# Dirksland
Dirksland é uma antigo comuna holandesa de 8.200 habitantes situada na província da Holanda do Sul. A densidade demográfica é de 110,81 habitantes/km². A comuna tem 74 km² de área.